# 北見米造
北見 米造（きたみ よねぞう、1883年（明治16年） - 1964年（昭和44年））は、日本の建築家、仏師、彫刻家、茶人。名前は米蔵とも書かれる。茶名は宗国。

## 経歴
大工の修行をして建築や木工技術について修得し、伝統の大工技術と近代的な設計施工技術を身につけたとされ、のちに高村光雲の弟子となる。1904年（明治37年）、磯野敬に腕を見込まれて21歳で棟梁として旧磯野家住宅の施工を担当した。
戦後は社団法人茶道文化振興会の初代理事長に就任し、1950年（昭和25年）、新宿区高田馬場に茶道会館を完成させた。
他にも松江市の明々庵、日本女子大学の静寧亭の移築を担当するなど、旧家の邸宅から地茶室、近代住宅まで幅広く手掛けた。